# Энфилд (револьвер)
Револьвер Энфилд — револьвер калибра 11.6 мм под патрон .476", разработанный Королевской оружейной фабрикой для британских сил. Использовался в британской армии, Северо-Западной конной полиции и других подразделениях по всей империи.

## Конструкция
Модель имеет раскрывающуюся рамку, опускающийся на шарнире ствол, составляющий единое целое с верхней планкой рамки, барабан, перемещающийся по своей оси, имеющий каморы сужающей формы на случай если пуля не будет сидеть плотно в гильзе, и кольцо для ремешка на рукоятке.

Ударно-спусковой механизм куркового типа с открытым курком, одинарного действия. Револьвер также имеет стопор барабана от случайного проворота, дверцу барабана, которая при открывании запирает курок и предохранитель, не позволяющий курку смещаться вперед после отскока при ударе по капсюлю. Одновременное удаление всех стреляных гильз осуществляется при раскрывании рамки в момент опускания ствола вниз. При опускании ствола вниз, барабан смещается вперед, а звездочка общего экстрактора, оставаясь неподвижной, извлекает гильзы из камор. Прицельные приспособления открытого типа состоят из мушки и целика.